# آدم هيلمر
آدم هيلمر (بالإنجليزية: Adam Helmer)‏ هو عسكري أمريكي، ولد في 1754 في جيرمان فلاتس في الولايات المتحدة، وتوفي في 9 أبريل 1830 في بروتوس في الولايات المتحدة.